# Gorno Tsrnilichté
Gorno Tsrnilichté (en macédonien Горно Црнилиште) est un village du centre de la Macédoine du Nord, situé dans la municipalité de Sveti Nikolé. Le village comptait 345 habitants en 2002.

## Démographie
Lors du recensement de 2002, le village comptait :
- Macédoniens : 345